# ابوسلیمان بناکتی
ابوسلیمان داود بن ابی‌الفضل بَناکَتی (... - ۷۳۱ هـ. ق)، ملقب به فخرالدین، از مورخان دورهٔ مغول و ملک‌الشعراء دربار غازان‌خان بود.
وی منسوب به بَناکَت، از شهرهای فرارود (ماوراءالنهر) بود. او چون از نزدیک با خارجیانی که از شهرهای دور به دربار غازان‌خان می‌آمدند سروکار داشت، اطلاعات جامعی دربارهٔ مذاهب و ادیان گوناگون کسب کرد که به تألیف تاریخ او به‌نام روضة اولی‌الألباب فی معرفة التواریخ یا تاریخ بَناکَتی منجر شد. حاجی خلیفه در کشف‌الظنون نام کتاب را روضة اولی‌الألباب فی تواریخ الأکابرِ و الأنساب نوشته‌است.
روضة اولی‌الألباب فی معرفةالتواریخ کتابی است در سرگذشت شاهان خطا که به سال ۷۰۷ هـ. ق به نام سلطان ابوسعید نوشته شده‌است.